# Chytonix fodinae
Chytonix fodinae là một loài bướm đêm trong họ Noctuidae.